# エレツ・イスラエル・シェラヌ
エレツ・イスラエル・シェラヌ（ארץ ישראל שלנו「我がイスラエルの地」という意味）とは、イスラエルの極右、ネオ・カハニズム政党。2008年11月11日結党。創設者および党首はラビ・シャロム・ドヴ・ウォルポ。

## 概要
現在、国家統一党を構成する一政党である。
ラビ・メイル・カハネが立ち上げた、かつてイスラエルに存在した極右政党「カハ」の元党員ミハエル・ベン＝アリがこの党に所属しており、彼は2009年にクネセト議員に初当選した。
2010年10月27日、アラブ系住民が多いハイファ地区の都市のひとつであるウム・エル・ファフムで、ベン＝アリを中心としたカハネ主義者のグループと、それに反発するアラブ系イスラエル人のグループとが衝突、暴力沙汰に発展した。

## 政治的信条
この政党の機関紙の表紙には、現在のイスラエルの領土のみならず、更にシナイ半島全体を含んだ図が掲載されていることから、シナイ半島の再占領を目指していることが読み取れる。シナイ半島は第三次中東戦争でイスラエルに占領され、ユダヤ人入植地もつくられたのであるが、その後エジプトとの和平合意によりイスラエルは占領を終結、入植地も強制撤去している。
また、この党はヨルダン川西岸地区の全てがイスラエル領土であるかのように示すポスターも製作している。
現在、この党に所属する唯一のクネセト議員であるミハエル・ベン＝アリは、彼が尊敬するメイル・カハネ同様、演説を他党からボイコットされたり（極右政党と言われている「イスラエル我が家」に所属する議員ですら退席）、彼の仲間であるバールーフ・マーゼルと共にアラブ系イスラエル人・パレスチナ人や、警察官と衝突するなど、たびたび過激行為でトラブルを引き起こしている人物である。

## アリエル・シャロン糾弾キャンペーン
アリエル・シャロン元首相が脳卒中に倒れ植物人間状態にある最中の2011年12月31日、「シャロンが脳卒中にかかったのは（ガザ地区等からの）撤退計画を実行したからだ」という糾弾キャンペーンを開始した。エレツ・イスラエル・シェラヌ党首シャロム・ドヴ・ウォルポは、「これはシャロンのような政治家に対する警告だ。彼らが払う代償はあまりにも重い」と述べている。これに対し、イスラエル政界では不快感が広がっており、シャス所属の議員ニッシム・ゼエヴは、「これは冷笑的であり、悪である。シャロンは病気なのだ」と述べている。